# العلاقات الجيبوتية الدومينيكية
العلاقات الجيبوتية الدومينيكية هي العلاقات الثنائية التي تجمع بين جيبوتي ودومينيكا.

## مقارنة بين البلدين
هذه مقارنة عامة ومرجعية للدولتين:
| وجه المقارنة                                              | جيبوتي                    | دومينيكا              |
| --------------------------------------------------------- | ------------------------- | --------------------- |
| المساحة (كم2)                                             | 23.20 ألف                 | 751                   |
| عدد السكان (نسمة)                                         | 956.99 ألف                | 73.92 ألف             |
| الكثافة السكانية (ن./كم²)                                 | 41.25                     | 9.84 ألف              |
| العاصمة                                                   | جيبوتي                    | روسو                  |
| اللغة الرسمية                                             | لغة فرنسية، اللغة العربية | لغة إنجليزية          |
| العملة                                                    | فرنك جيبوتي               | دولار شرق الكاريبي    |
| الناتج المحلي الإجمالي (بليون دولار)                      | 1.84 مليار                | 562.54 مليون          |
| الناتج المحلي الإجمالي (تعادل القوة الشرائية) بليون دولار | 3.10 مليار                | 789.63 مليون          |
| الناتج المحلي الإجمالي الاسمي للفرد دولار أمريكي          | 1.95 ألف                  | 7.12 ألف              |
| الناتج المحلي الإجمالي للفرد دولار أمريكي                 | 3.27 ألف                  | 10.88 ألف             |
| مؤشر التنمية البشرية                                      | 0.470                     | 0.724                 |
| رمز المكالمات الدولي                                      | +253                      | +1767                 |
| رمز الإنترنت                                              | .dj                       | .dm                   |
| المنطقة الزمنية                                           | ت ع م+03:00               | 00، توقيت أطلنطي موحد |

## منظمات دولية مشتركة
يشترك البلدان في عضوية مجموعة من المنظمات الدولية، منها:
| علم المنظمة | اسم المنظمة                                 | تاريخ انضمام جيبوتي | تاريخ انضمام دومينيكا |
| ----------- | ------------------------------------------- | ------------------- | --------------------- |
|             | مؤسسة التنمية الدولية                       | 1 أكتوبر 1980       | 29 سبتمبر 1980        |
|             | يونسكو                                      | 31 أغسطس 1989       | 9 يناير 1979          |
|             | وكالة ضمان الاستثمار متعدد الأطراف          | 12 يناير 2007       | 7 أكتوبر 1991         |
|             | الأمم المتحدة                               | 20 سبتمبر 1977      | 18 ديسمبر 1978        |
|             | مجموعة دول أفريقيا والكاريبي والمحيط الهادئ | ?                   | ?                     |
|             | الاتحاد البريدي العالمي                     | ?                   | ?                     |
|             | البنك الدولي للإنشاء والتعمير               | 1 أكتوبر 1980       | 29 سبتمبر 1980        |
|             | الاتحاد الدولي للاتصالات                    | 22 نوفمبر 1977      | 28 أكتوبر 1996        |
|             | منظمة حظر الأسلحة الكيميائية                | ?                   | ?                     |
|             | مؤسسة التمويل الدولية                       | 1 أكتوبر 1980       | 29 سبتمبر 1980        |
|             | منظمة التجارة العالمية                      | ?                   | ?                     |
|             | منظمة الشرطة الجنائية الدولية               | ?                   | ?                     |